# Exemple
Pour l’article ayant un titre homophone, voir Example.
Un exemple est une illustration concrète d'un concept, d'une idée ou d'un phénomène plus général. Il sert à clarifier, expliquer ou démontrer un propos en fournissant un cas particulier représentatif. Les exemples sont couramment utilisés dans divers domaines tels que l'enseignement, l'argumentation, la littérature ou les sciences pour faciliter la compréhension et rendre les notions abstraites plus accessibles.

## En rhétorique
L'exemple est une figure de style courante en rhétorique.

## En sciences de l'éducation
L'exemple est utilisé pour nous montrer visuellement une démonstration[pas clair].

## En mathématiques
En mathématiques, un exemple est un cas particulier visant à illustrer une définition, un théorème ou un raisonnement. Ainsi, on pourra trouver dans un manuel de mathématiques :
« Les fonctions {\displaystyle f} définies sur {\displaystyle \mathbb {R} } par {\displaystyle f(x)=ax+b} sont appelées fonctions affines.
Par exemple, la fonction {\displaystyle f} définie sur {\displaystyle \mathbb {R} } par {\displaystyle f(x)=4x-5} est une fonction affine. »
Un exemple ne suffit en général pas pour démontrer une proposition universelle. En revanche, un contre-exemple suffit pour réfuter une telle proposition, autrement dit pour démontrer que cette proposition est fausse.